# 실상산문
실상산문(實相山門) 또는 실상산파(實相山派)는 신라 말기와 고려 초기에 성립된 선종 구산의 하나이다.
실상사(實相寺)는 현재 전북특별자치도 남원시의 입석리 지리산(智異山)에 있는 절이다. 826년, 즉 신라 흥덕왕(興德王) 때 당에 구법한 홍척(洪陟)이 귀국하여 선(禪)을 중심으로 종파를 개산(開山)하였다.
홍척은 교가(敎家)에서 수법하는 문자교설에 의지하지 않고 불립문자(不立文字) · 직지인심(直指人心) · 견성견불(見性成佛)을 소의로 하는 선가(禪家)의 불교교단을 창종했다. 그는 입당하여, 마조(馬祖)의 상수제자였던 서당지장(西堂智藏)으로부터 달마(達磨)의 불립문자인 선종심법(禪宗心法)을 배웠다. 귀국하여 흥덕왕과 당시 상대등(上大等)의 위치에 있던 선강(宣康)태자의 숭앙을 받아 그의 종풍을 떨쳤다. 홍척의 시호는 증각(證覺)이며 탑호는 응료(凝廖)이다.
홍척에게는 편운(片雲) · 수철(秀澈) 등 제자 1,000여 명이 있었으며 수철의 제자로서는 음광(飮光)이 있었다. 실상산파는 신라 경문왕과 헌강왕의 숭앙을 받았으며 그 종파는 날로 발전하였다.

## 참고 문헌
- 이 문서에는 다음커뮤니케이션(현 카카오)에서 GFDL 또는 CC-SA 라이선스로 배포한 글로벌 세계대백과사전의 내용을 기초로 작성된 글이 포함되어 있습니다.